# Villastosé
Villastosé o San Ciprián de Vilastose (llamada oficialmente San Cibrán de Vilastose) es una parroquia y lugar español del municipio de Mugía, en la provincia de La Coruña, Galicia.

## Entidades de población
Entidades de población que forman parte de la parroquia:
- Agrodosío
- Baltar
- Calo
- Casanova (A Casanova)
- Cibrán
- Grixa (A Grixa)
- Penela (A Penela)
- Senande
- Villastosé (Vilastose)

## Demografía
| Gráfica de evolución demográfica de Villastosé entre 2000 y 2018 |
|                                                                  |
| Datos según el nomenclátor publicado por el INE.                 |